# WISE 0254+0223
WISE 0254+0223 (= 2MASS J02540788+0223563) is een bruine dwerg met een spectraalklasse van T8. De ster bevindt zich 24,16 lichtjaar van de zon.